# Trichobius caecus
Trichobius caecus är en tvåvingeart som beskrevs av Edwards 1918. Trichobius caecus ingår i släktet Trichobius och familjen lusflugor. Inga underarter finns listade i Catalogue of Life.